# Zotalemimon flavolineata
Zotalemimon flavolineata là một loài bọ cánh cứng trong họ Cerambycidae.